# Salvador Capdevila i Bas
Salvador Capdevila i Bas (Santa Coloma de Farners, 1946) és un advocat i polític català, senador en la VI i VII legislatures.

## Biografia
Llicenciat en dret per la Universitat de Barcelona i militant d'UDC des del 1990, forma part de la seva comissió jurídica i ha estat president comarcal a la Selva. Fou escollit senador per CiU per la circumscripció de Girona a les eleccions generals espanyoles de 1996 i 2000, on ha estat portaveu adjunt del Grup Parlamentari Català i portaveu a les Comissions de Justícia, Constitucional i Suplicatoris.
De 2005 a 2010 ha estat degà del Col·legi d'Advocats de Girona i conseller del Consell d'Il·lustres Col·legis d'Advocats de Catalunya.